# Thinophilus
Thinophilus is een vliegengeslacht uit de familie van de slankpootvliegen (Dolichopodidae).

## Soorten
- T. achilleus Mik, 1900
- T. argyropalpis Becker, 1910
- T. armiger Van Duzee, 1926
- T. bimaculatus Johnson, 1921
- T. brevipes Van Duzee, 1932
- T. canities Van Duzee, 1926
- T. delicatus Van Duzee, 1926
- T. depressus Van Duzee, 1926
- T. flavicaudatus Robinson, 1964
- T. flavipalpis (Zetterstedt, 1843)
- T. frontalis Van Duzee, 1914
- T. indigenus Becker, 1902
- T. insulanus Van Duzee, 1926
- T. latimanus Van Duzee, 1926
- T. magnipalpus Van Duzee, 1926
- T. mirandus Becker, 1907
- T. modestus Becker, 1902
- T. neglectus Wheeler, 1899
- T. ochrifacies Van Duzee, 1924
- T. pectinifer Wheeler, 1896
- T. prasinus Johnson, 1921
- T. pruinosus Van Duzee, 1930

- T. rufibarbis Van Duzee, 1926
- T. ruficornis (Haliday, 1838)
- T. russelli Curran, 1927
- T. scopiventris Harmston and Knowlton, 1940
- T. semipallidus Robinson, 1964
- T. setulipalpis Bezzi, 1906
- T. spinipes Van Duzee, 1926
- T. spinitarsis Becker, 1907
- T. thallasinus Van Duzee, 1926
- T. vespertinus Robinson, 1964
- T. vinculatus Harmston and Rapp, 1968
- T. viridifacies Van Duzee, 1924